# John Haswell

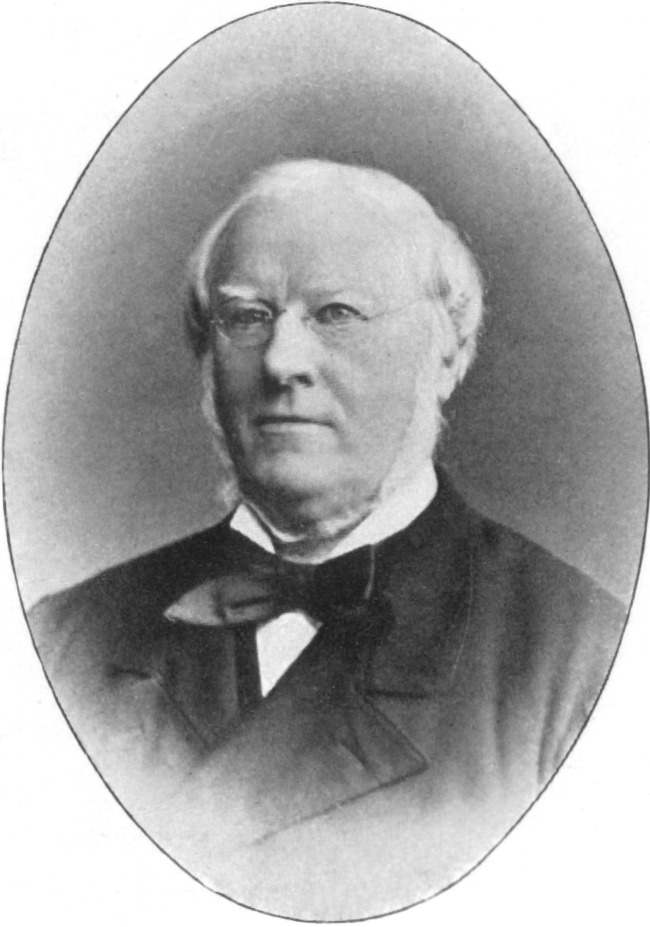
John Haswell

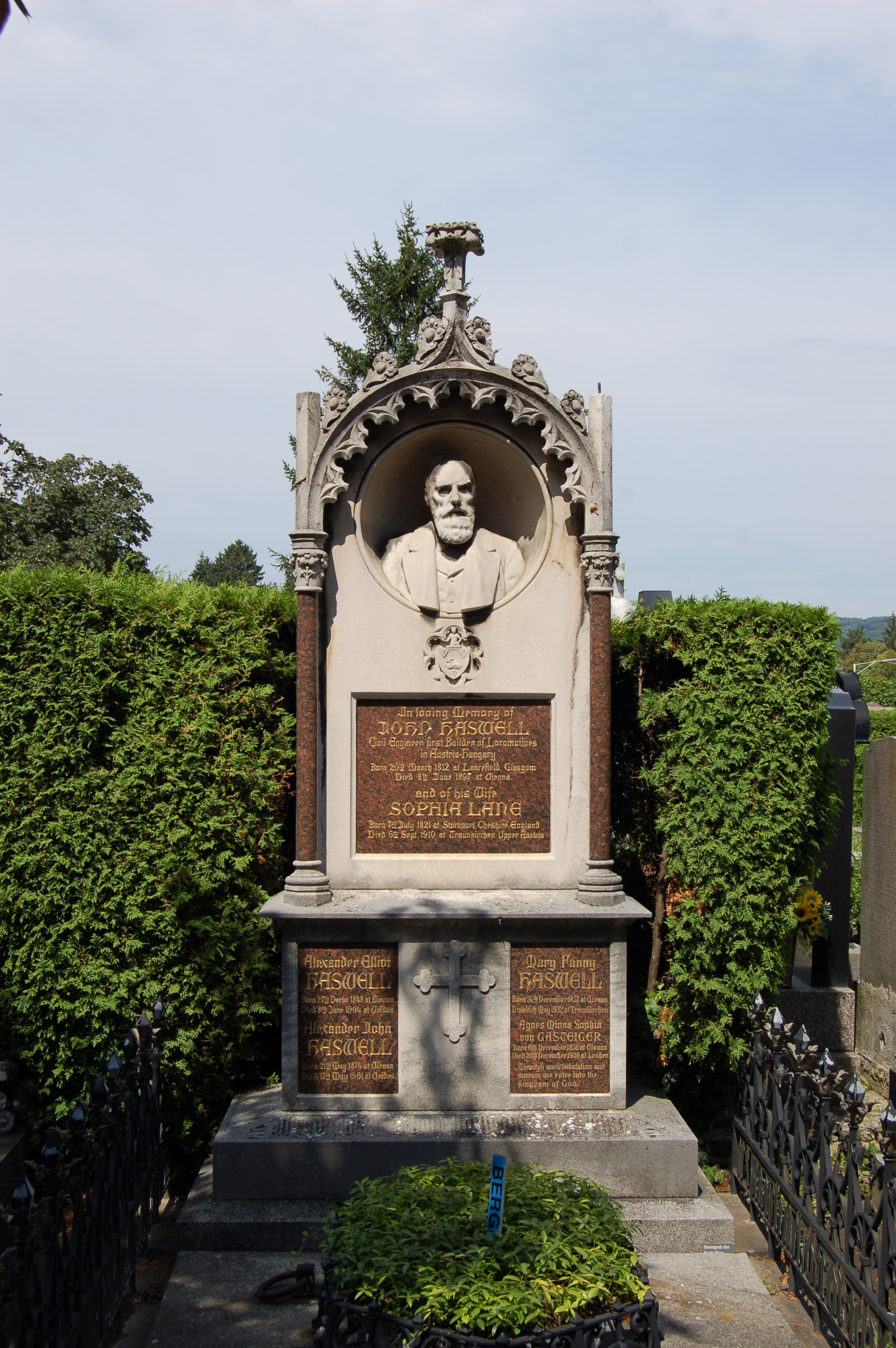
Grab
(Döblinger Friedhof)

John Haswell (* 20. März 1812 in Lancefield, Glasgow, Schottland, Großbritannien; † 8. Juni 1897 in Wien) war Ingenieur und Lokomotiv-Konstrukteur.
John Haswell studierte an der Andersonian University in Glasgow und arbeitete mit 22 Jahren im Schiffbau-Büro von William Fairbairn & Co.
1837 entwarf er auf Veranlassung von Matthias Schönerer, der auch bei der Pferdeeisenbahn Budweis–Linz–Gmunden maßgeblich beteiligt war, die Pläne für die Reparaturwerkstätte der Wien-Raaber Bahn (später Lokomotivfabrik der StEG) und wurde 1839, an Seite des Mechanikers Kraft, mit der Ausführung dieser Pläne betraut. Als die Werkstätte fertiggestellt war, übernahm er selbständig deren Leitung und führte neben Reparaturarbeiten sofort auch den Neubau von rollendem Eisenbahnmaterial ein, begründete den österreichischen Lokomotivbau.
Unter anderem zeichnet er verantwortlich für:
- erste dreifach gekuppelte Dampflokomotive Österreichs „FAHRAFELD“ (1846)
- Beteiligung am Semmering-Wettbewerb 1851 mit der Lokomotive „VINDOBONA“, die beispielgebend für die späteren Engerth-Gebirgslokomotiven war
- erste vierfach gekuppelte Dampflokomotive Österreichs „WIEN–RAAB“ (1855)
- Dampfbremse erstmals ausgeführt an der „STEYERDORF“ (1861)
- dampfhydraulische Schmiedepresse (1862), die erstmals das Pressen schwerer Maschinenteile in Gesenken ermöglichte (heute im Technischen Museum Wien)
- Wellblech-Feuerbüchse (1872)

1882 legte Haswell seine Stelle nieder.
Er ruht in einem ehrenhalber gewidmeten Grab auf dem Döblinger Friedhof (Gruppe 10, Nummer 1) in Wien. Im Jahr 1936 wurde in Wien-Floridsdorf (21. Bezirk) die Hasswellgasse nach ihm benannt.

## Einzelnachweis
1. ↑  Peter Autengruber: Lexikon der Wiener Straßennamen. Wundergarten Verlag, Wien 2022, ISBN 978-3-903070-17-2, S. 134.

| Personendaten    | Personendaten                                         |
| ---------------- | ----------------------------------------------------- |
| NAME             | Haswell, John                                         |
| KURZBESCHREIBUNG | österreichischer Ingenieur und Lokomotiv-Konstrukteur |
| GEBURTSDATUM     | 20. März 1812                                         |
| GEBURTSORT       | Glasgow                                               |
| STERBEDATUM      | 8. Juni 1897                                          |
| STERBEORT        | Wien                                                  |